# Il ricordo che lascio
Il ricordo che lascio è un singolo del gruppo musicale italiano Zero Assoluto, il quarto estratto dall'album Di me e di te e pubblicato il 17 ottobre 2016.

## Video musicale
Il videoclip, girato a Cosenza e Rende e diretto da Giacomo Triglia, è stato pubblicato il 14 novembre 2016 attraverso il canale YouTube del duo e vede la partecipazione dell'attrice Larissa Volpentesta.